# Монополи (Италия)
 Тази статия е за италианския град.  За настолната игра вижте Монополи.  
Моно̀поли (на италиански: Monopoli, на местен диалект: Menòpele, Менопеле, на дръвногръцки: Μινωπολις, Минополис) е пристанищен град и община в Южна Италия, провинция Бари, регион Пулия. Разположен е на брега на Адриатическо море. Населението на общината е 48 776 души (към 2012 г.).